# 西滩遗址
西滩遗址，位于中国青海省循化县清水乡红庄西滩，为青海省市县级文物保护单位，公布日期为1987年5月15日，类型为古遗址。
西滩遗址的历史年代为马家窑类型、半山类型。